# Стратиграфічний словник УРСР
Стратиграфічний словник УРСР — спеціалізоване галузеве довідкове видання, яке містить опис близько 2000 загальних, регіональних, місцевих і допоміжних стратиграфічних підрозділів фанерозою, які поширені на території України. До словника як обов'язкова складова включена вся стратиграфічна термінологія, використана в томах «Стратиграфія УРСР». Всі назви стратиграфічних термінів подані російською і українською мовами. Список використаних джерел включає 1220 назв. Книга призначена для геологів усіх спеціальностей, що досліджують осадові утворення України.

## Редакційна колегія
| Головний редактор:         | академік АН УРСР Бондарчук В.Г.                                                                                             |
| Заст. головного редактора: | Макаренко Д.Е., Тесленко Ю.В.                                                                                               |
| Вчений секретар:           | Куліченко В.Г. |
| Автори:                    | Туржанська М.Д., Рябенок В.А., Шульга П.Л., Айзенверг Д.Є., Ямниченко І.М., Макаренко Д.Є., Дидковський В.Я., Шевченко А.І. |